# Immadellana malzyi
Immadellana malzyi är en insektsart som beskrevs av Young 1986. Immadellana malzyi ingår i släktet Immadellana och familjen dvärgstritar. Inga underarter finns listade i Catalogue of Life.